# Biagio da Cesena
Biagio Martinelli, meglio noto come Biagio da Cesena (Cesena, 1463 – Roma, 14 dicembre 1544), è stato un presbitero e notaio italiano.
Ha svolto l'incarico di cerimoniere pontificio per diversi anni, ed è divenuto celebre per la sua reazione negativa alla vista dei nudi presenti nel Giudizio Universale di Michelangelo.

## Biografia
Nato nel 1463, apparteneva ad una delle principali famiglie nobili di Cesena. Si laureò in utroque iure, cioè in diritto civile e in diritto canonico, e ancora giovane si trasferì a Roma, dove lavorò a lungo come notaio o avvocato.
Nel 1513, durante il conclave che elesse Papa Leone X, affiancò il maestro di cerimonie Paride Grassi. Fu in seguito ufficialmente nominato cerimoniere pontificio il 1º gennaio 1518.
Organizzò i conclavi che elessero tre Papi: Adriano VI nel 1522, Clemente VII nel 1523 e Paolo III nel 1534. Fu inoltre testimone di alcuni dei più importanti avvenimenti dell'epoca, e di cui lasciò dettagliate descrizioni, tra cui il sacco di Roma, le relazioni diplomatiche con Francesco I di Francia e l'imperatore Carlo V e le discussioni a seguito della richiesta di Enrico VIII d'Inghilterra di annullare il suo matrimonio con Caterina d'Aragona.
Nel 1539 le sue condizioni di salute cominciarono ad aggravarsi e da allora smise di viaggiare al seguito del Papa. L'anno successivo ricevette da Paolo III la nomina a vescovo di Bertinoro e Forlimpopoli, che rifiutò a causa dell'ormai avanzata età. Morì a Roma il 14 dicembre 1544 e venne sepolto nella chiesa dei Santi Celso e Giuliano.

### Biagio da Cesena e il Giudizio Universale
(Giorgio Vasari, Le vite de' più eccellenti pittori, scultori e architettori, 1568)
Giorgio Vasari nel suo Le Vite riporta questo celebre episodio relativo alla biografia di Michelangelo. Papa Paolo III, vedendo l'affresco del Giudizio Universale ormai quasi concluso, chiese al suo cerimoniere che cosa ne pensasse. L'opinione di Biagio da Cesena fu estremamente critica, sostenendo che i nudi raffigurati erano inadatti per un luogo sacro come la Cappella Sistina e l'opera sarebbe stata forse più appropriata in bagni pubblici o taverne.
Michelangelo, profondamente risentito, si vendicò inserendo il maestro di cerimonie in una scena del Giudizio. Lo si trova nella parte in basso a destra, quella dedicata alle anime dannate, nelle vesti del giudice infernale Minosse, con le orecchie d'asino, a simbolo di somma stupidità, e con il corpo nudo cinto da un serpente che passando da dietro sotto l'inguine gli morde il membro virile.
Biagio da Cesena protestò della cosa con il Papa, ma questi liquidò la faccenda e l'affresco rimase immutato:
(Giorgio Vasari, Le vite de' più eccellenti pittori, scultori e architettori, 1568)